# ラ・ヴァッレ
ラ・ヴァッレ（イタリア語: La Valle ; ラディン語: La Val）は、イタリア共和国トレンティーノ＝アルト・アディジェ州ボルツァーノ自治県にある、人口約1,400人の基礎自治体（コムーネ）。

## 名称
州の3つの公用語ではそれぞれ以下の名称を持つ。
- イタリア語: La Valle
- ドイツ語: Wengen ヴェンゲン
- ラディン語: La Val

## 地理

### 位置・広がり

#### 隣接コムーネ
隣接するコムーネは以下の通り。
- マレッベ - 北
- バディーア - 南
- サン・マルティーノ・イン・バディーア - 北西

## 住民

### 言語
| 言語集団調査（2011年） | 言語集団調査（2011年） | 言語集団調査（2011年） | 言語集団調査（2011年） | 言語集団調査（2011年） |
| ---------------------- | ---------------------- | ---------------------- | ---------------------- | ---------------------- |
|                        |                        |                        |                        |                        |
| ドイツ語               | ドイツ語               |                        | 1.53%                  | 1.53%                  |
| イタリア語             | イタリア語             |                        | 0.81%                  | 0.81%                  |
| ラディン語             | ラディン語             |                        | 97.66%                 | 97.66%                 |

2011年に行われた、住民がドイツ語・イタリア語・ラディン語のいずれの「言語集団」に属するかの調査によれば（ボルツァーノ自治県#言語集団調査参照）、住民の約98%がラディン語話者である。

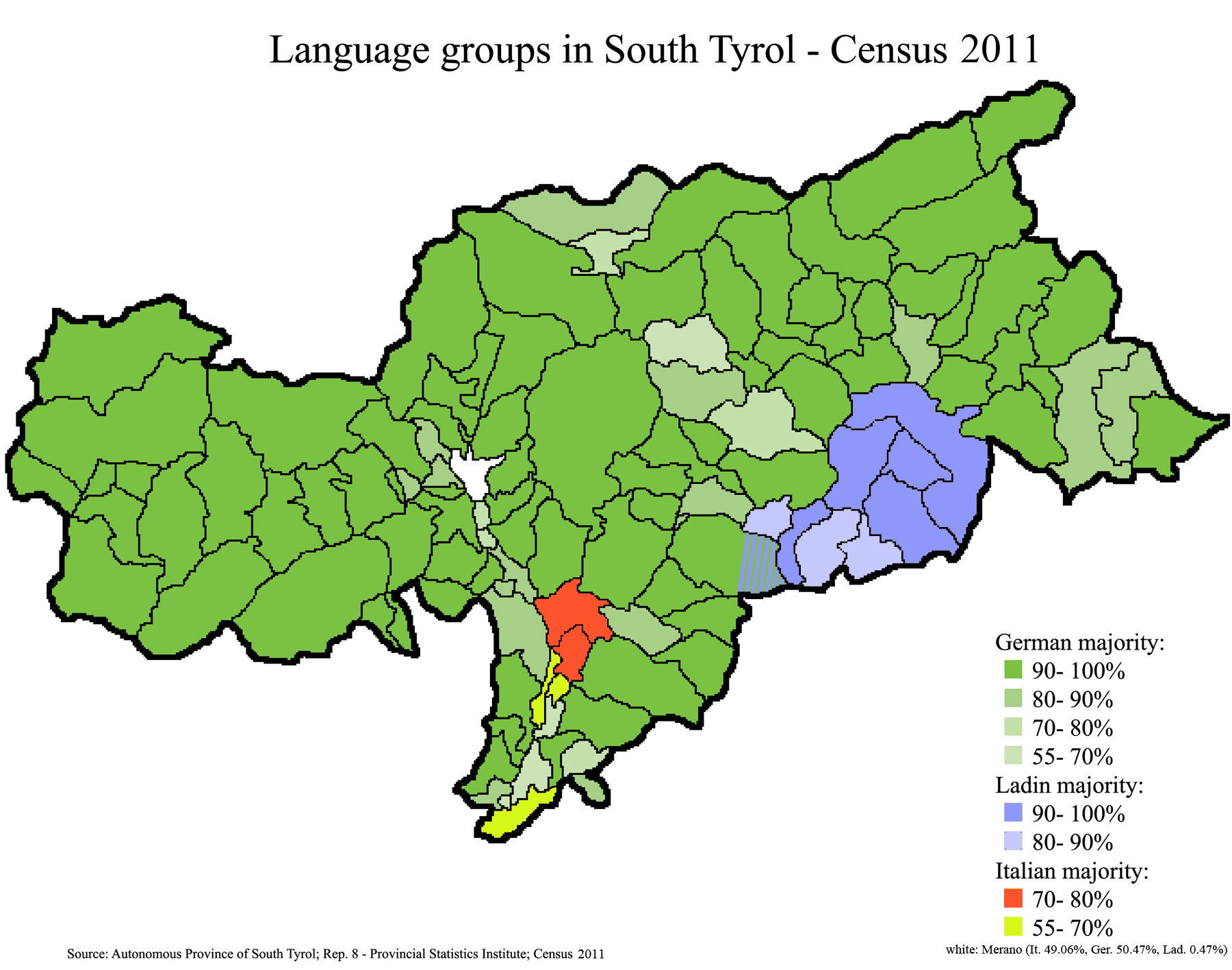
ボルツァーノ自治県の言語状況（2011年）。ラディン語話者が多数を占める地域は青で示されている。

## ギャラリー

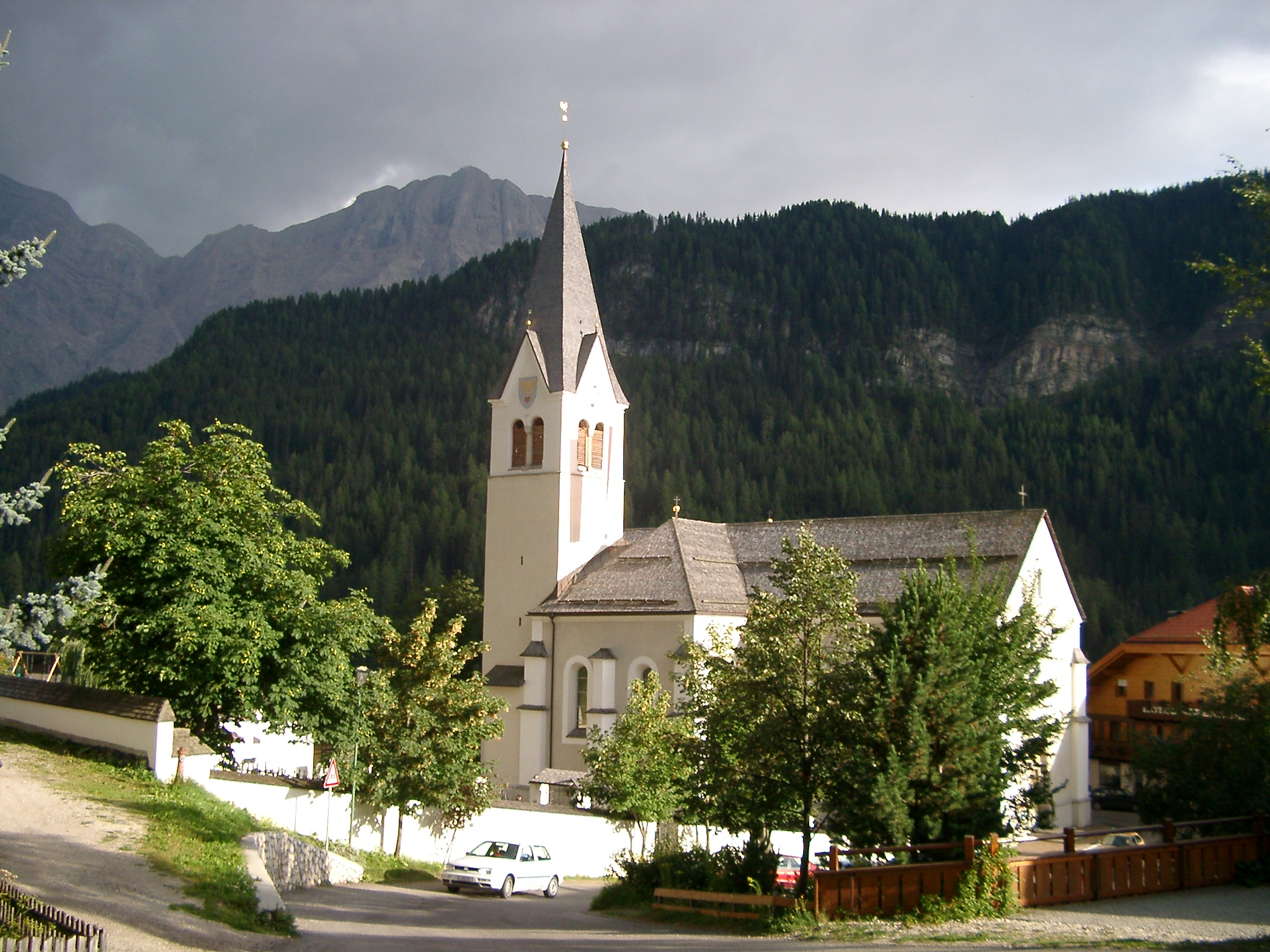
La Chiesa
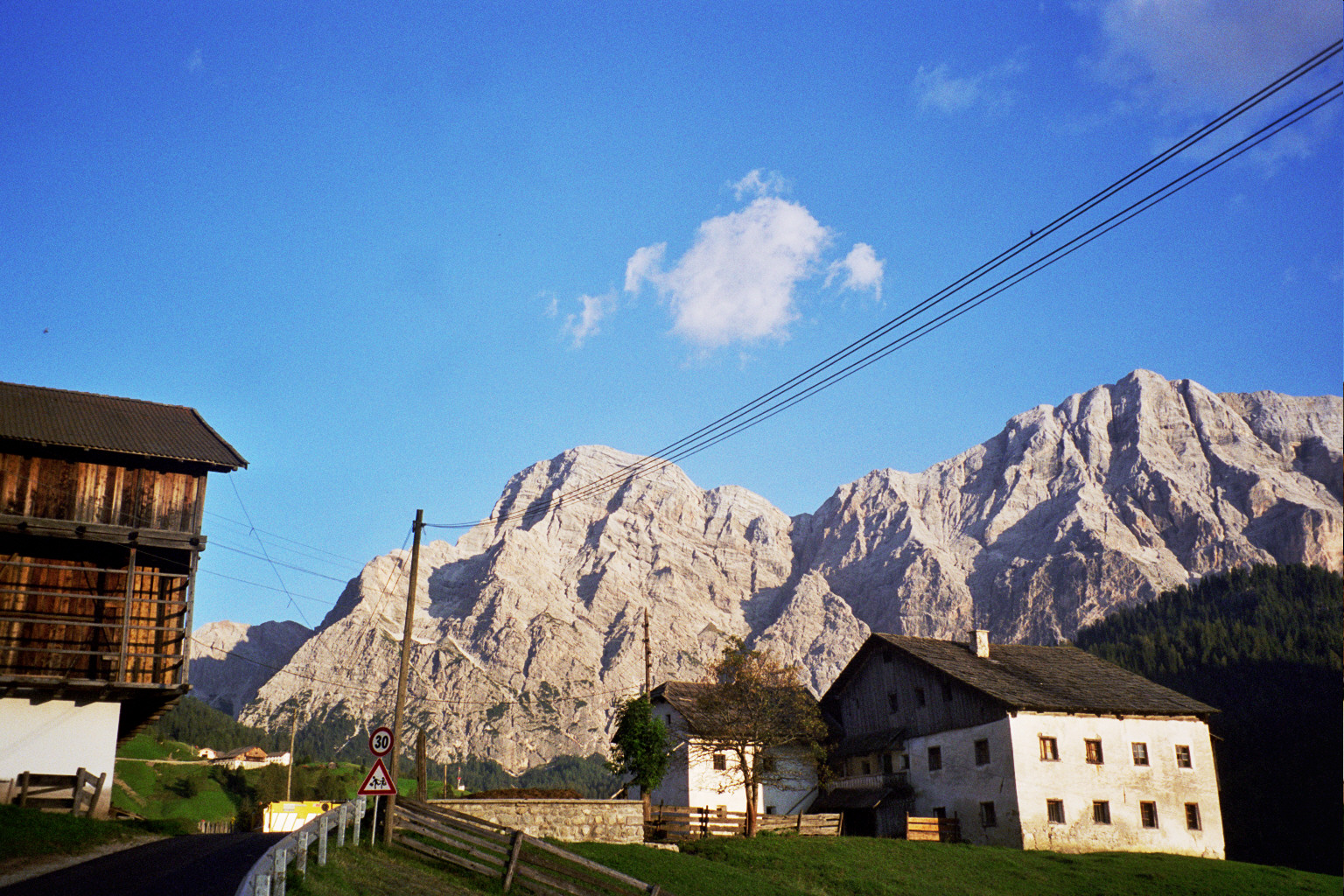
Miribun
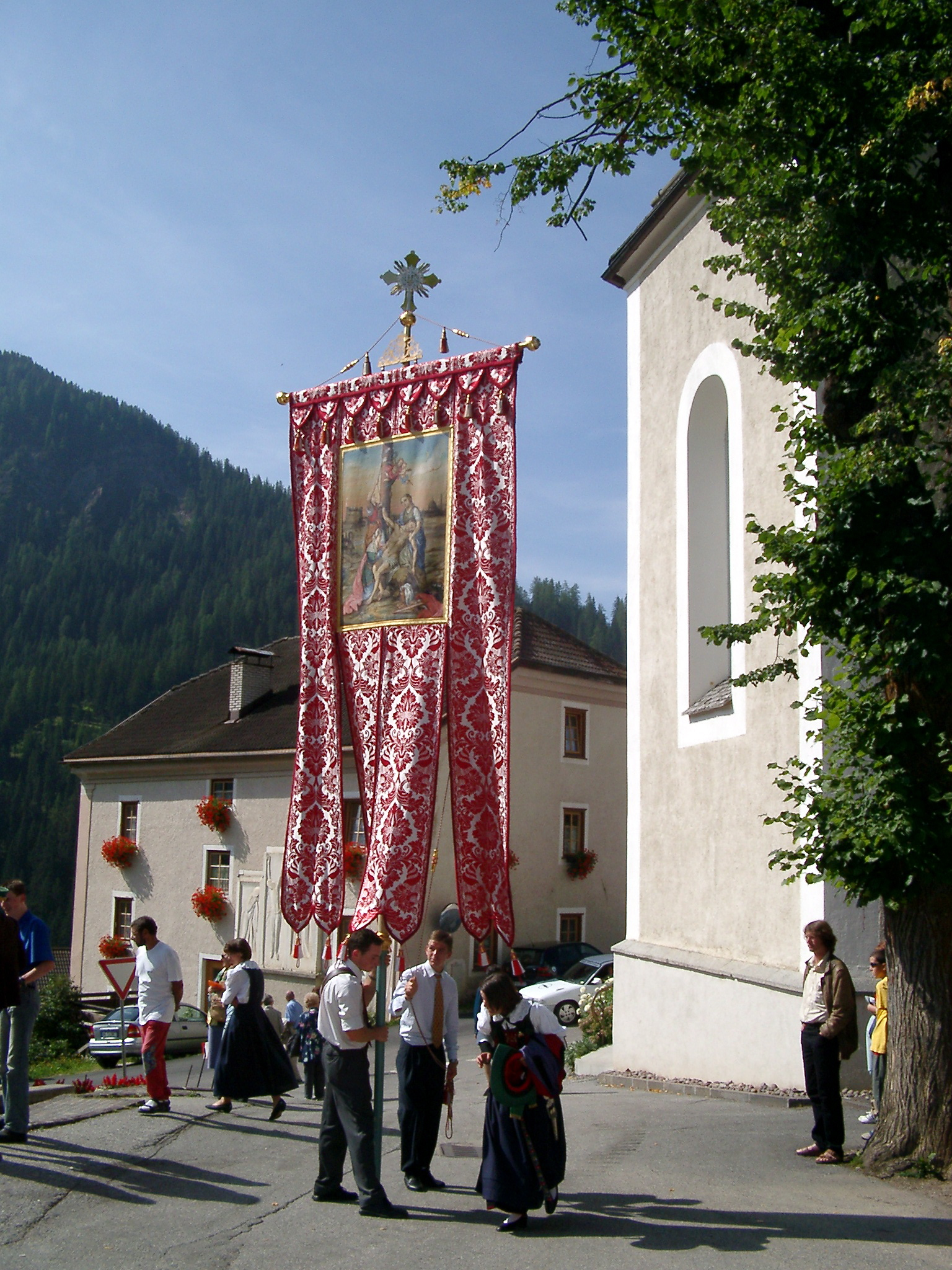

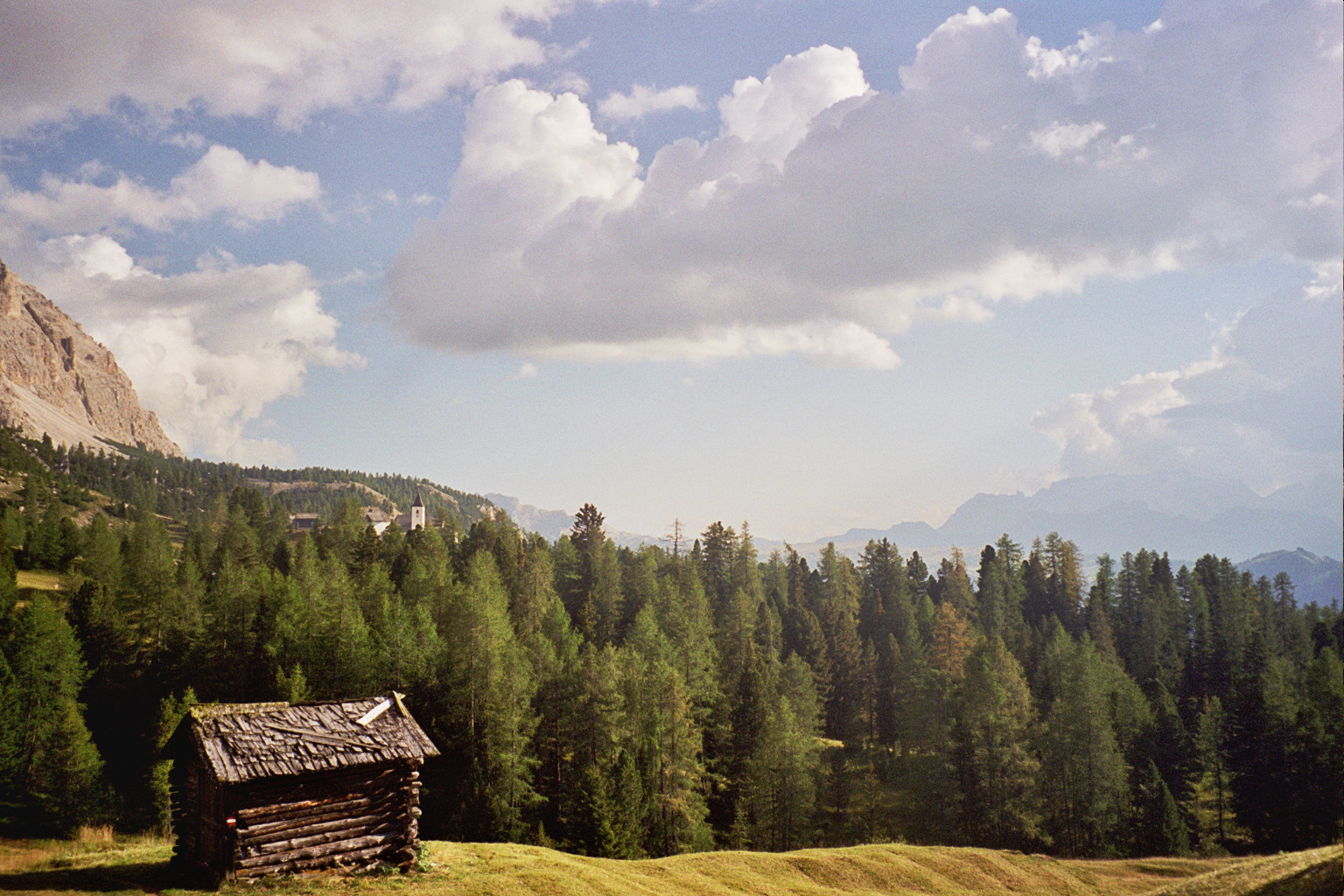
Armentara
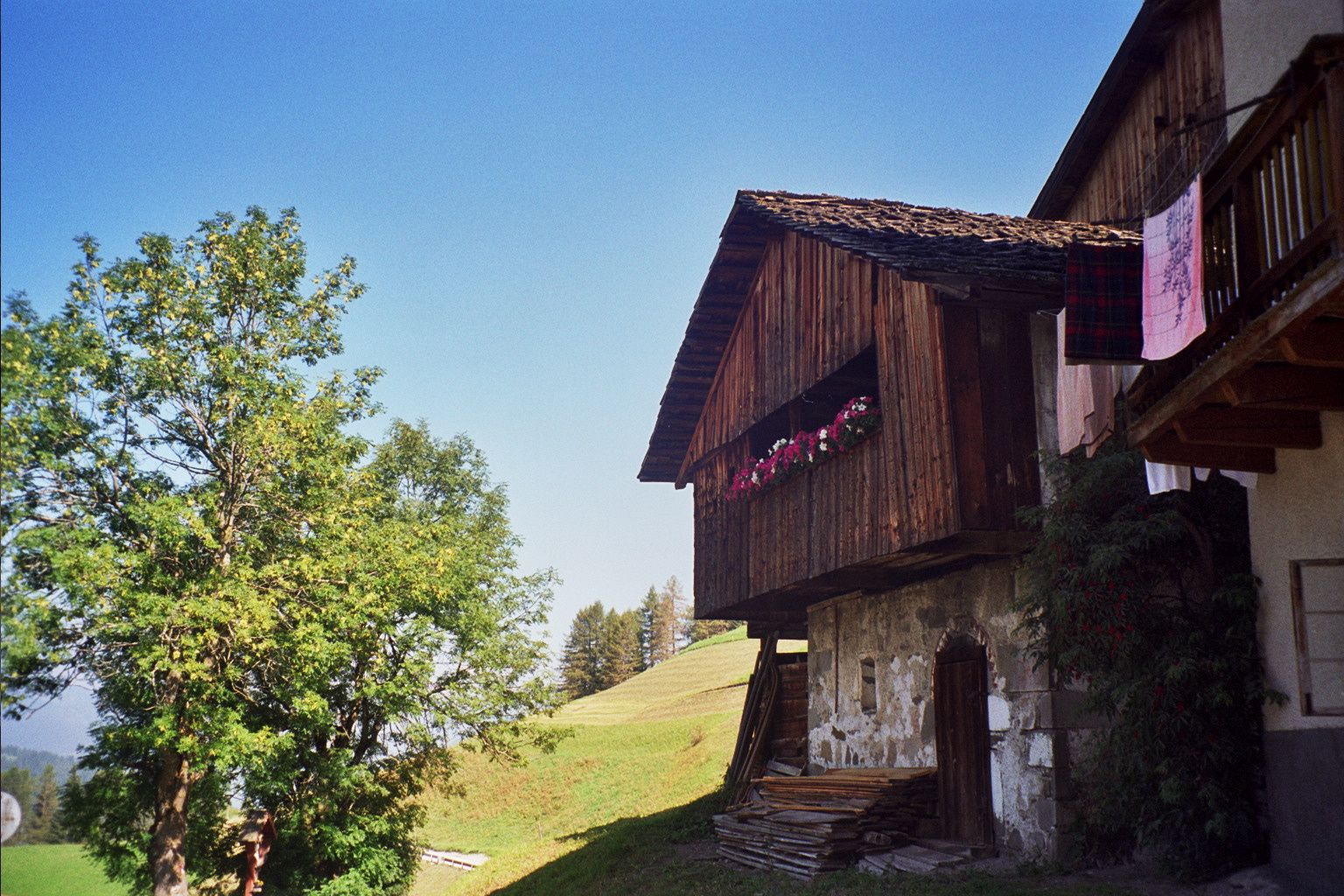
Furnacia
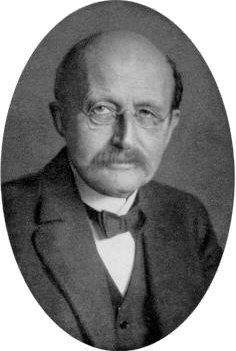
Max Planck (visitore in Rumestluns)

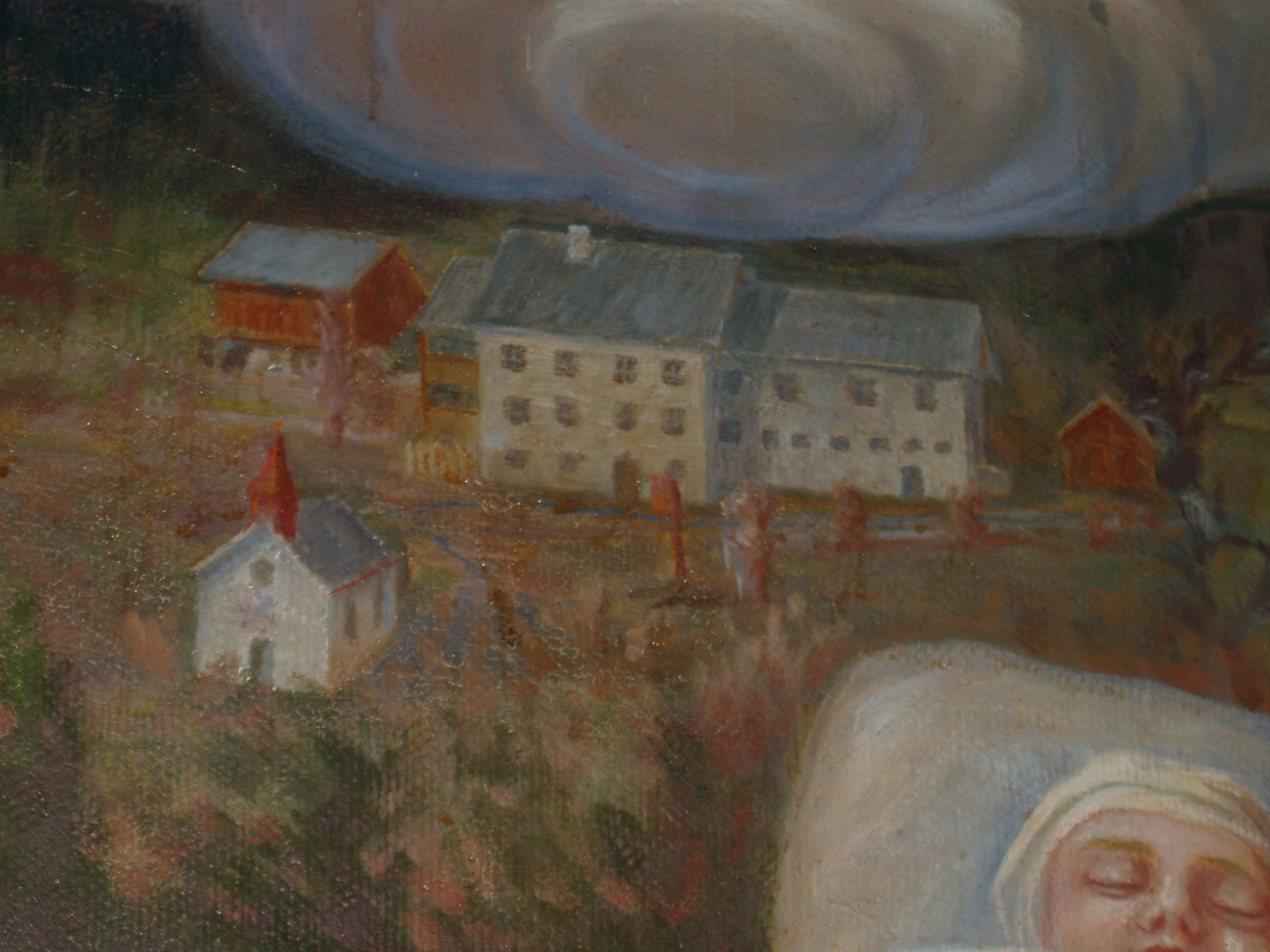
Rumestluns
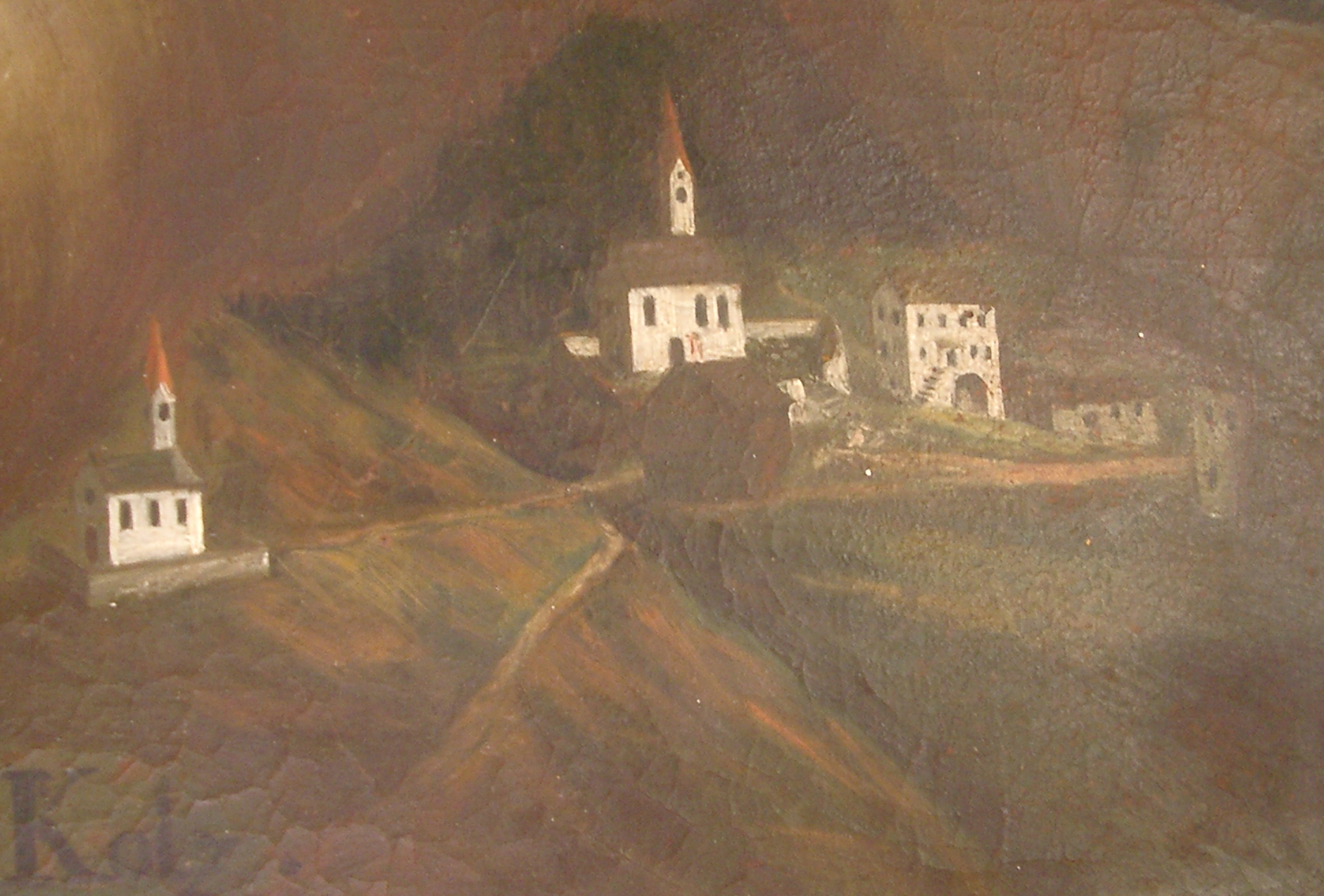
Santa Barbara - Giachomo Kolz - 1806年
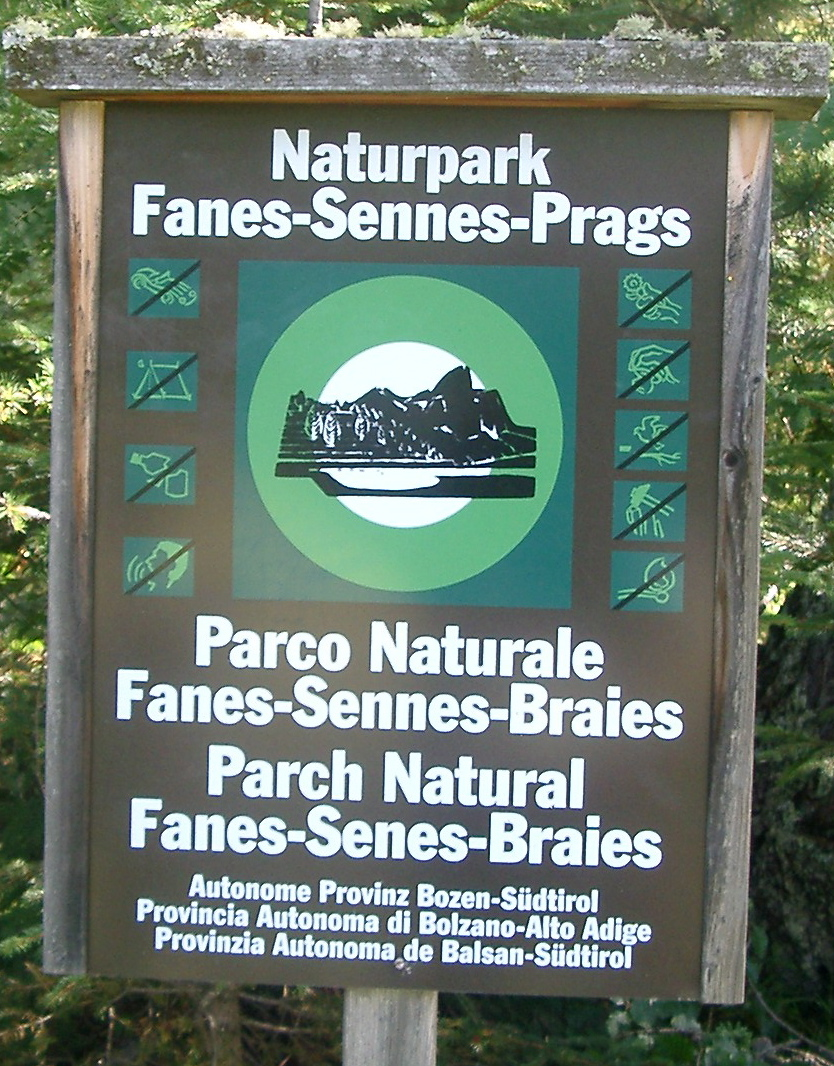
Fanes Senes Braies